# ОФК Петровац
ОФК Петровац, црногорски је фудбалски клуб из Петровца на Мору. Клуб се такмичи у Првој лиги Црне Горе од њеног оснивања 2006. године.
Клуб домаће утакмице игра на стадиону Под Малим Брдом, који након реконструкције 2013. има капацитет од 1,450 седећих места.

## Историја
У сезони 2008/09. ОФК Петровац је освојио Куп Црне Горе, омогућивши себи да игра у квалификацијама за УЕФА лигу Европе, што је највећи успех клуба. У Европи су дебитовали против кипарског Анортозиса. Обе екипе су победиле на свом терену по 2:1, али су након продужетка славили Петровчани и прошли у наредни круг. У трећем колу наишли су на аустријски Штурм који је био прејак и оба пута победио са 2:1 и 5:0.

## Успеси клуба
| Куп Црне Горе | Победник  | 1 | 2008/09. |
| Куп Црне Горе | Финалиста | 1 | 2014/15. |

## Резултати у такмичењима у Црној Гори
| Сезона   | Ранг | Лига      | Бр.екипа | Позиција  | Куп                |
| -------- | ---- | --------- | -------- | --------- | ------------------ |
| 2006/07. | 1    | Прва лига | 12       | 6. место  | Осмина финала      |
| 2007/08. | 1    | Прва лига | 12       | 8. место  | Четвртфинале       |
| 2008/09. | 1    | Прва лига | 12       | 6. место  | Победник           |
| 2009/10. | 1    | Прва лига | 12       | 8. место  | Полуфинале         |
| 2010/11. | 1    | Прва лига | 12       | 9. место  | Полуфинале         |
| 2011/12. | 1    | Прва лига | 12       | 5. место  | Полуфинале         |
| 2012/13. | 1    | Прва лига | 12       | 7. место  | Четвртфинале       |
| 2013/14. | 1    | Прва лига | 12       | 5. место  | Полуфинале         |
| 2014/15. | 1    | Прва лига | 12       | 7. место  | Финале             |
| 2015/16. | 1    | Прва лига | 12       | 11. место | Осмина финала      |
| 2016/17. | 1    | Прва лига | 12       | 9. место  | Осмина финала      |
| 2017/18. | 1    | Прва лига | 10       | 9. место  | Шеснаестина финала |
| 2018/19. | 1    | Прва лига | 10       | 7. место  | Полуфинале         |
| 2019/20. | 1    | Прва лига | 10       | 6. место  | Прекинуто          |
| 2020/21. | 1    | Прва лига | 10       | 9. место  | Прво коло          |
| 2021/22. | 1    | Прва лига | 10       | 7. место  | Осмина финала      |
| 2022/23. | 1    | Прва лига | 10       | 6. место  | Осмина финала      |
| 2023/24. | 1    | Прва лига | 10       | 6. место  | Четвртфинале       |
| 2024/25. | 1    | Прва лига | 10       | 2. место  | Полуфинале         |

## ОФК Петровац у европским такмичењима
| Сезона   | Такмичење   | Коло        | Држава   | Клуб      | Резултат         | Укупан резултат |
| -------- | ----------- | ----------- | -------- | --------- | ---------------- | --------------- |
| 2009/10. | Лига Европе | 2. коло кв. | Кипар    | Анортозис | 1:2, 3:1 (прод.) | 4:3             |
| 2009/10. | Лига Европе | 3. коло кв. | Аустрија | Штурм     | 1:2, 0:5         | 1:7             |